# Stensjö (Gällareds socken, Halland)
Stensjö är en sjö i Falkenbergs kommun i Halland och ingår i Ätrans huvudavrinningsområde.